# 16744 Antonioleone
16744 Antonioleone è un asteroide della fascia principale. Scoperto nel 1996, presenta un'orbita caratterizzata da un semiasse maggiore pari a 2,4313916 UA e da un'eccentricità di 0,2549949, inclinata di 9,97531° rispetto all'eclittica.
È dedicato ad Antonio Leone, astrofilo e matematico tarantino, autore di Introduzione alla meccanica celeste e coautore (insieme ad Giuseppe "Corrado" Matarazzo) di Elementi di calcolo delle orbite (1995).